# Beata (zoologia)
Beata Peckham & Peckham, 1895 è un genere di ragni appartenente alla famiglia Salticidae.

## Distribuzione
Le 21 specie note di questo genere sono diffuse nelle Americhe, particolarmente a Panama e nell'America Meridionale; specie endemiche isolane sono: B. inconcinna di Trinidad; B. jubata di Saint Thomas e B. octopunctata di Saint Vincent e Grenadine.

## Tassonomia
Considerato un sinonimo anteriore di Dryphias Simon, 1901 da uno studio dell'aracnologo Maddison del 1996;
non è invece un sinonimo anteriore di Gastromicans Mello-Leitão, 1917 secondo uno studio dello stesso Maddison e contra un altro studio precedente dell'aracnologa Galiano del 1980.
A maggio 2010, si compone di 21 specie:
- Beata aenea (Mello-Leitão, 1945) — Brasile, Argentina
- Beata blauveltae Caporiacco, 1947 — Guyana
- Beata cephalica F. O. P.-Cambridge, 1901 — Panama
- Beata cinereonitida Simon, 1902 — Brasile
- Beata fausta (Peckham & Peckham, 1901) — Brasile
- Beata germaini Simon, 1902 — Brasile, Paraguay
- Beata hispida (Peckham & Peckham, 1901) — Messico
- Beata inconcinna (Peckham & Peckham, 1895) — Trinidad
- Beata jubata (C. L. Koch, 1846) — Saint Thomas (mar dei Caraibi)
- Beata longipes (F. O. P.-Cambridge, 1901) — Panama
- Beata lucida (Galiano, 1992) — Argentina
- Beata maccuni (Peckham & Peckham, 1895) — da Panama al Brasile
- Beata magna Peckham & Peckham, 1895[2] — dal Guatemala alla Colombia
- Beata munda Chickering, 1946 — Panama
- Beata octopunctata (Peckham & Peckham, 1893) — Isole Saint Vincent e Grenadine (Piccole Antille)
- Beata pernix (Peckham & Peckham, 1901) — Brasile
- Beata rustica (Peckham & Peckham, 1895) — dal Guatemala al Brasile
- Beata striata Petrunkevitch, 1925 — Panama
- Beata venusta Chickering, 1946 — Panama
- Beata wickhami (Peckham & Peckham, 1894) — USA, Bahamas, Cuba
- Beata zeteki Chickering, 1946 — Panama

### Specie trasferite
- Beata albopilosa Simon, 1903, ridenominata come Gastromicans albopilosa (Simon, 1903) da uno studio dell'aracnologo Maddison del 1996
- Beata digitata (F. O. P.-Cambridge, 1901), ridenominata come Pelegrina digitata (F. O. P.-Cambridge, 1901) da uno studio dell'aracnologo Maddison del 1996
- Beata flavolineata (F. O. P.-Cambridge, 1901), ridenominata come Nagaina flavolineata (F. O. P.-Cambridge, 1901) da uno studio dell'aracnologo Maddison del 1996
- Beata levispina (F. O. P.-Cambridge, 1901) ridenominata come Gastromicans levispina (F. O. P.-Cambridge, 1901) da uno studio dell'aracnologo Maddison del 1996
- Beata lineata Vinson, 1863, ridenominata come Cynapes lineatus (Vinson, 1863) da uno studio dell'aracnologo Ledoux del 2007
- Beata sexpunctata (Mello-Leitão, 1945), ridenominata prima come Zygoballus sexpunctatus (Mello-Leitão, 1945), poi come Zygoballus melloleitaoi Galiano, 1980, per omonimia con Zygoballus sexpunctatus (Hentz, 1845)
- Beata squamulata (Mello-Leitão, 1917) ridenominata come Gastromicans squamulata (Mello-Leitão, 1917) da uno studio dell'aracnologa Galiano del 1980
- Beata variegata (F. O. P.-Cambridge, 1901), ridenominata come Pelegrina variegata (F. O. P.-Cambridge, 1901) da uno studio dell'aracnologo Maddison del 1996[1]

### Sinonimie
- Beata pleuralis (Banks, 1896) considerata sinonimo di Beata wickhami (Peckham & Peckham, 1894) da uno studio dell'aracnologo Edwards del 1980
- Beata sexmaculata (Mello-Leitão, 1947) considerata sinonimo di Beata aenea (Mello-Leitão, 1945) da uno studio dell'aracnologa Galiano del 1992[1]